# Râul Crivăț, Ialomița
Râul Crivăț este un curs de apă, afluent al râului Ialomița. 

## Hărți
- Harta județului Prahova